# توم ویلسون
توم ویلسون (انگلیسی: Thom Wilson؛ زادهٔ ) یک موسیقی‌دان اهل ایالات متحده آمریکا است. وی بین سال‌های ۱۹۷۶ تا ۲۰۰۳ میلادی فعالیت می‌کرد.